# Országmárka Tanács
Az Országmárka Tanács (a továbbiakban: Tanács) Magyarország egységes, pozitív külföldi megítélésének és megjelenítésének, valamint az egységes országmárka kialakításához és az országkép formáláshoz szükséges szakmai előkészítő, javaslattevő és véleményező fóruma, amelyet a Kormány határozattal hozott létre.

## Története
- A Tanácsot a 2176/2008. (XII. 18.) Korm. határozat hozta létre. E határozatot hatályon kívül helyezte és a Tanács státusát újraszabályozta a 121/2010. (X. 8.) Korm. határozat.
- A 2008. évi szabályozás szerint Tanács elnökét és további tíz tagját a Miniszterelnöki Hivatalt vezető miniszter kérte fel. A Tanács társelnöki feladatait a kultúráért felelős miniszter látta el.
- A 2010-es kormányhatározat újraszabályozta a szervezetei kérdéseket és új feladatként jelölte ki a Magyar Köztársaság Országmárka Stratégiája elkészítésének és megvalósításának szakmai és társadalmi egyeztetését.

## A Tanács feladatai
a) az országmárkával kapcsolatos kommunikációs javaslatok előkészítése, az országkép-formálással kapcsolatos kormányzati döntések előkészítésében való közreműködés,
b) állásfoglalások kidolgozása az egységes országmárka megteremtése és üzemeltetése érdekében,
c) Magyarország külföldi megítélésével összefüggő, az egységes országmárka és országkép kialakítását elősegítő kutatások kezdeményezése,
d) az országképpel kapcsolatos kormányzati tájékoztatás elősegítése,
e) a hazai és külföldi sajtóban megjelenő - az országmárkával vagy az országképpel kapcsolatos - elemzések, tanulmányok, szakmai tárgyú írások, illetve szakmai folyóiratok figyelemmel kísérése,
f) kapcsolattartás külföldi államok hasonló testületeivel, valamint a hazai tudományos intézményekkel,
g) a Magyar Köztársaság Országmárka Stratégiája elkészítésének és megvalósításának szakmai és társadalmi egyeztetése. [Korm. határozat 2. pont]

## Szervezete
3. A Tanács elnökét és további legfeljebb 25 tagját a közigazgatási és igazságügyi miniszter kéri fel. A Tanács társelnöki feladatait a Közigazgatási és Igazságügyi Minisztérium kormányzati kommunikációért felelős helyettes államtitkára és a Külügyminisztérium kulturális diplomáciáért felelős államtitkára látja el. A Tanács titkárát a társelnökök közösen jelölik ki.
4. A Tanács elnökének és tagjainak megbízatása 2 évre szól. A társelnökök és a tagok megbízatását a közigazgatási és igazságügyi miniszter visszahívással megszüntetheti. [Korm. határozat 3. és 4. pont]